# Wohnhaus Tielingskamp 9
Das Wohnhaus Tielingskamp 9 in Harpstedt, östlich vom Ortszentrum, stammt vom 19. Jahrhundert. Es wird heute als Wohnhaus und Tierarztpraxis genutzt.
Das Gebäude steht unter Denkmalschutz (Siehe auch Liste der Baudenkmale in Harpstedt).

## Geschichte
Das eingeschossige verputzte Fachwerkhaus mit verbohltem Giebel und Krüppelwalmdach wurde Mitte des 19. Jahrhunderts in einem Wald gebaut. Zum Ensemble gehören auch zwei Nebengebäude als Fachwerkhäuser.
.